# Csepregi Pál
Csepregi Pál (Debrecen, 1924. július 2. – Budapest, 2002. június 1.) magyar kertészmérnök, szőlész, akadémiai doktor, Eötvös Loránd- és Szent-Györgyi Albert-díjjal kitüntetett egyetemi tanár, professor emeritus. Közel fél évszázadon át volt a Kertészeti és Élelmiszeripari Egyetem szőlészeti tanszékének oktatója, egy időben a Kertészeti Kar dékánhelyettese is volt.

## Életpályája
Középiskolai tanulmányait a békéscsabai mezőgazdasági szakközépiskolában folytatta. 1943-ban kitűnő érettségi bizonyítványt szerzett, majd a Kertészeti Főiskolára jelentkezett. Diplomáját 1948-ban a Magyar Agrártudományi Egyetem Kert- és Szőlőgazdaság-tudományi Karán szerezte meg, ugyancsak kitűnő minősítéssel.
Diplomázása után a francia kormány ösztöndíjasa lett és másfél éven keresztül a Montpellier-i mezőgazdasági főiskola gyakornoka volt. Hazatérését követően, 1950. április 15-én a Kertészeti és Élelmiszeripari Egyetem jogelődjén kapott tanársegédi kinevezést, a Szőlőtermesztési Tanszékre, ott dolgozott csaknem egészen haláláig. Egyetemi doktori címét 1959-ben szerezte meg, "summa cum laude" minősítéssel, egyetemi tanári kinevezést pedig 1973-ban kapott. 1965-ben kapta meg a mezőgazdasági tudományok kandidátusa, majd 1980-ban a tudományok doktora tudományos fokozatot; 1972-78 között az egyetem kertészeti karán oktatási dékánhelyettes volt.

## Szakmai tevékenysége
Már fiatal korától egyetemének legnépszerűbb és legkiválóbb tanárai közé tartozott, hat évig sikeresen vezette az egyetem tudományos diákkörét; oktatás-módszertani fejlesztéseiért többször részesült egyetemi kitüntetésben. A Szőlőtermesztés című tantárgy minden részterületét oktatta, több mint négy évtizeden keresztül; ő volt a kertészettudományi PhD doktorképzés megindításakor a szőlőtermesztési alprogram összeállítója és témavezetője. Több szakkönyvet, tankönyvet és könyvfejezetet írt, egyebek között a szőlőültetvények létesítése és termesztéstechnológiája, továbbá fajtaismeret és fajtahasználat témakörökből. 1993-ban – több munkatársa közreműködésével – ő állította össze a Szőlőtermesztési Tanszék 50 éves jubileumi kiadványát. Fajtakutatóként is tevékenykedett, egészen 1982-ig, Zilai Jánossal együtt, valamint a szőlészeti szaknyelv fejlesztéséhez is jelentősen járult hozzá.
A szőlőtermesztés területén belül rengeteg téma kutatásával foglalkozott, a tőkefejpusztulási okoktól és azok kivédésének lehetőségeitől kezdve a korszerű művelés- és metszésmódok elméleti alapjait megalapozó kutatásoktól át egészen az évjárat-minősítés és a fajtaértékelés módszertanának kidolgozásáig. E tevékenységével személy szerint is hozzájárult a hazai szőlőkultúra gyakorlati fejlesztéséhez, többek között az újabb tőkeművelésmódok adaptálásán, a fajtaösszetétel tudatos alakításán és a kiváló minőséget adó világfajták elterjesztésén keresztül.

## Művei
1950–1992 között háromszáznál több szakirodalmi értékű munkát készített. Önállóan jegyez 12 szak- és tankönyvet, illetve egyetemi jegyzetet, társszerzőként működött közre 28 könyvnek és könyvszerű kiadvány megalkotásában; 72 tudományos dolgozata, 99 szakcikke és 16 oktatási vagy oktatásfejlesztési témájú közleménye jelent meg, részben társszerzőkkel. Szerzője volt négy szőlőtermesztési tárgyú oktatófilm szövegének. lektorként pedig 36 szakkönyv megjelenéséhez járult hozzá. Tudományos műveinek egy része idegen nyelven jelent meg.
Könyvei némelyikével nemzetközi elismeréseket is szerzett: 1965-ben A szőlő metszése című könyvének 4, átdolgozott kiadása, 1983-ban A szőlő metszése, fitotechnikai műveletei című könyve ( ISBN 9632313860), 1989-ben pedig Zilai Jánossal közösen írt, a Szőlőfajta-ismeret és-használat című (ISBN 9632326636) könyve nyerte el a Nemzetközi Szőlő- és Borhivatal díját.

## Díjai, elismerései
Élete során szerzett kitüntetéseinek száma negyven körül volt, a rendszerváltás előtti időszakban a legjelentősebb elismerések ezek közül az Eötvös Loránd-díj, az Entz Ferenc-emlékérem és a Mohácsy Mátyás-emlékérem voltak. Az 1990 után szerzett elismerései az alábbiak:
- 1991 Témavezető mester (Országos Tudományos Diákköri Központ)
- 1991 Tessedik Sámuel jubileumi oklevél
- 1992 Szent-Györgyi Albert-díj
- 1992 Conseyo Cultural Mundial elismerő oklevél (Tudományos Világtanács, Mexikó)
- 1993 Elismerő oklevél konzulensi munkáért (OTDK)
- 1993 Kosinsky Viktor-emlékérem (KÉE)
- 1994 Eötvös József-koszorú
- 1994 Nagyváthy János-díj (FM)
- 1994 Pedagógus szolgálati emlékérem (MKM)
- 1995 Bacchus Borrendek XXVII. világkongresszusa emlékplakett
- 1995 MTA Eötvös József koszorú Laureatus Academiae címmel (MTA)
- 1995 professor emeritus cím
- 1997 A Magyar Bor Akadémia örökös tagja díszoklevél (Bor Akadémia)
- 1998 A Kertészeti és Élelmiszeripari Egyetem Arany oklevele
- 1999 Pro Facultate Horticulturae emlékérem (KÉE Kertészeti Kar)